# 2-Силилтетрасилан
2-Силилтетрасилан (изопентасилан) — бинарное неорганическое соединение
кремния и водорода с формулой Si5H12,
бесцветная жидкость,
реагирует с водой.

## Получение
- Смесь высших силанов получается при действии слабого электрического разряда на моносилан при пониженном давлении с последующей фракционной перегонкой.

## Физические свойства
2-Силилтетрасилан образует бесцветную жидкость, которая
реагирует с водой.